# Уралов Микола Якович

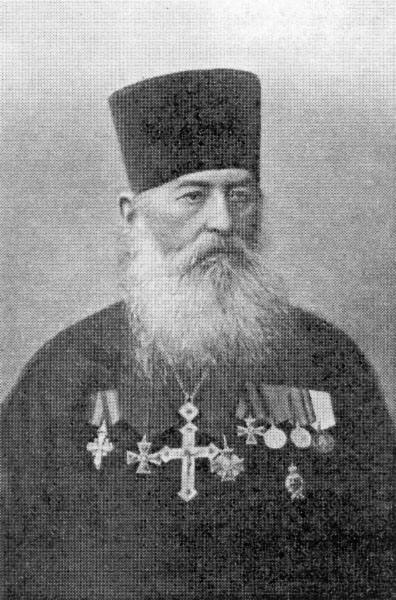
Уралов Микола Якович

Уралов Микола Якович (1847, містечко Великі Будища Зіньківського повіту Полтавської губернії — 1922, місто Полтава) — церковний і суспільний діяч Полтавської губернії, заслужений протоієрей, син священника із дворян Зіньківського повіту. Був священником у Сідаківці Полтавського повіту, Лубнах, Ромнах, Решетилівці. У 1890—1899 роках — настоятель Полтавського кафедрального собору, потім — настоятель Стрітенського храму. Редактор офіційної частини «Полтавських єпархіальних відомостей» (1887—1912), депутат від духовенства в міській думі (1893—1911), із 1887 — член правління єпархіального церковно-свічного заводу та ін. Опікувався церковно-приходськими училищами.

## Нагороди
- благословення Св. Синоду (1880),
- скуфія (1885),
- камилавка (1889),
- наперсний хрест (1892),
- ордени св. Анни ІІІ і ІІ ст. (1888, 1896),
- орден св. Володимира IV і ІІІ ст. (1901, 1904),
- палиця (1908),
- золотий наперсний хрест із кабінету Його Імператорської Величності, прикрашеним діамантами (1913).